# Sen Csüan-csi
Sen Csüan-csi (kínaiul: 沈佺期; pinyin hangsúlyjelekkel: Shěn Quánqí; más néven: Jün-csing (Yunqing) 雲卿; 650 körül - 729) kínai költő a Tang-dinasztia idején.
Magas rangú hivatalnok, mandarin volt. Utolsó vizsgáit 675-ben tette le, de hivatalba lépése után nem sokkal korrupció vádja miatt bebörtönözték. Kiszabadulása után cenzori kinevezést kapott, 684-után az új császár az előző uralkodóhoz fűződő kapcsolatai miatt száműzte Kuancsou (Guanzhou)ba (ma Vietnám). 707-ben már ismét Csangan (Chang'an)ban,  a történetírói hivatalban dolgozott. Hivatalnoki pályafutása végén a trónörökös mellett kapott tisztviselői állást. Kifinomult költészetében az udvari költészet korában szokásos témáit formálta versbe, száműzetése alatt készült alkotásait az átélt érzelmek hatották át. Szung Cse-ven (Song Zhiwen)nel együtt a lü si (lü shi) stílus egyik első jelentős képviselőjeként ismert. Először a Ming-korban gyűjtötték össze és adták ki  fennmaradt verseit.